# 史密斯峰
史密斯峰（英語：Smith Peaks）是南極洲的山峰，位於麥克羅伯特森地，處於霍登山以南，屬於弗拉姆山脈中大衛山脈的一部分，挪威製圖師根據該國探險隊拍攝的空中照片繪入地圖，現時由南極條約體系管理。